# 10875 Veracini
10875 Veracini è un asteroide della fascia principale. Scoperto nel 1996, presenta un'orbita caratterizzata da un semiasse maggiore pari a 2,7369436 UA e da un'eccentricità di 0,2112197, inclinata di 9,84201° rispetto all'eclittica.
Il nome deriva dal violinista Francesco Maria Veracini